# Mare Crisium
Mare Crisium (łac. Morze Przesileń) – morze księżycowe położone w basenie Crisium, na północny wschód od Mare Tranquillitatis. Początki tej formacji sięgają epoki nektaryjskiej, jednak materiał skalny pochodzi z okresu późnoimbryjskiego. Średnica Mare Crisium wynosi 418 km. 
Na tym obszarze rozbiła się radzieckie sonda Łuna 15 (21 lipca 1969) oraz wylądowały: Łuna 23 (6 listopada 1974) i Łuna 24 (18 sierpnia 1976), która pobrała próbki skał księżycowych i powróciła na Ziemię.